# Jeolla

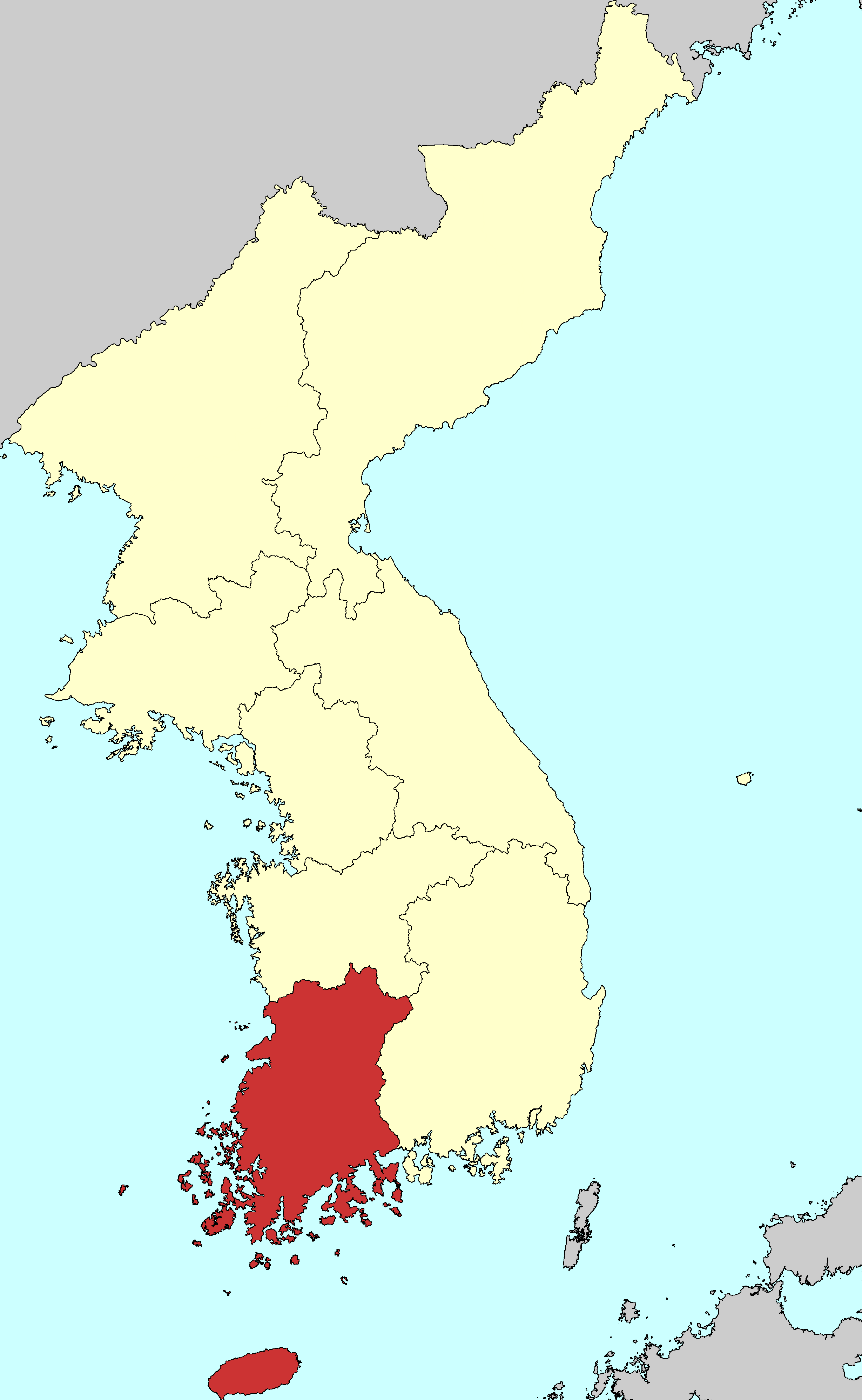
Jeolla

Jeolla, även stavat Chŏlla, var en av de åtta provinserna i Korea under Joseon-dynastin. Huvudstad var Jeonju. 1895 delades provinsen upp i norra Jeolla och södra Jeolla.
Regionen har länge varit ekonomiskt eftersatt och ofta gett upphov till olika uppror mot Joseon-dynastin, det japanska koloniala styret och mot den sydkoreanska staten. Den kände koreanske dissidenten och politikern Kim Dae-jung kom från Jeolla.